# Scipion, dit aussi l'Africain
Pour plus de détails, voir Fiche technique et Distribution.
Scipion, dit aussi l'Africain (Scipione detto anche l'Africano) est un film italien réalisé par Luigi Magni, sorti en 1971.

## Synopsis
À Rome, en -187, Marcus Porcius Cato, dit « le Censeur », demande aux deux frères Publius Cornelius Scipio, dit « l'Africain », et Lucius Cornelius Scipio, dit « l'Asiatique », de rendre compte de la disparition de 500 talents pendant leur campagne en Orient. Scipione l'Africano, qui se sent un héros de guerre au-dessus de tout soupçon, est indigné par cette requête, et, à la différence de son frère, se prête à passer devant la justice avec une certaine colère.
Les choses se compliquent quand Caton présente au Sénat, pendant le procès, un reçu qui atteste que les 500 talents ont été, effectivement, reçus par l'un des deux frères. Mais la signature que porte le document est « Scipio A ». Comment établir lequel des deux frères est le coupable, l'Asiatique ou l'Africain ? Il s'agit en fait de l'Asiatique, comme lui-même, exaspéré, le confie à son frère.
L'incorruptible Africain, alors, dénonce son frère à Caton. Toutefois, ce dernier n'est pas vraiment intéressé à découvrir le coupable, mais se préoccupe de la fascination de la République pour les personnes. Pour cette raison, il va chercher à détruire le mythe de Scipion l'Africain, en prouvant que c'est un homme comme un autre, et comme « les Géants, s'ils ont jamais existé, appartiennent au passé ». Il convainc l'Africain que sa dénonciation a l'air d'un espionnage peu honorable. L'Africain part chercher son frère avec l'intention de le contraindre à confesser, mais Caton ordonne que toute la famille soit aux arrêts à domicile.
Ce geste trouble l'Africain qui était convaincu que Caton cherchait à établir la vérité. Après avoir discuté avec son épouse, au bord du divorce, il comprend que son statut de monument d'une civilisation n'est plus possible. Il se présente au sénat, violant les arrêts à domicile, pour s'auto-accuser d'une faute qu'il n'a pas commise et partir en exil volontaire.

## Fiche technique
- Titre original : Scipione detto anche l'Africano
- Titre français : Scipion, dit aussi l'Africain
- Réalisation : Luigi Magni
- Scénario : Luigi Magni
- Photographie : Arturo Zavattini
- Musique : Severino Gazzelloni
- Montage : Ruggero Mastroianni et Amedeo Salfa
- Pays d'origine : Italie
- Format : Couleurs - Mono
- Genre : comédie
- Date de sortie : 1971

## Distribution
- Marcello Mastroianni : Scipion l'Africain
- Silvana Mangano : Aemilia Tertia
- Vittorio Gassman : Caton l'Ancien
- Ruggero Mastroianni : Scipion l'Asiatique
- Turi Ferro : Giove Capitolino
- Woody Strode : Massinissa
- Fosco Giachetti : Aulio Gellio
- Ben Ekland : Tiberius Sempronius Gracchus
- Enzo Fiermonte : sénateur Quinto
- Philippe Hersent : consul Marcello
- Adolfo Lastretti
- Wendy D'Olive : Licia